# São Sebastião do Paraíso (kommun)
São Sebastião do Paraíso är en kommun i Brasilien.   Den ligger i delstaten Minas Gerais, i den sydöstra delen av landet, 600 km söder om huvudstaden Brasília. Antalet invånare är 65 034.
Följande samhällen finns i São Sebastião do Paraíso:
- São Sebastião do Paraíso

Runt São Sebastião do Paraíso är det i huvudsak tätbebyggt. Runt São Sebastião do Paraíso är det ganska tätbefolkat, med 86 invånare per kvadratkilometer.